# سویتلا ناد سازاوو
سویتلا ناد سازاوو (به لاتین: Světlá nad Sázavou) یک منطقهٔ مسکونی در جمهوری چک است که در ناحیه هاولیتشکوف برود واقع شده‌است. سویتلا ناد سازاوو ۶٬۷۳۵ نفر جمعیت دارد.